# Inglaterra y Gales

Mapa de Inglaterra y Gales, dos de los cuatro países constituyentes del Reino Unido.

Inglaterra y Gales son ambos países constituyentes del Reino Unido que comparten el mismo sistema jurídico, el Derecho Inglés. Legislativamente, integran una unidad para los conflictos legales. Durante la evolución del Reino Unido, Gales ha sido considerado un principado, el Principado de Gales, más que un país incorporado, a pesar de constituir un país separado desde los puntos de vista étnico y cultural.
La Asamblea Nacional de Gales (en galés:  Cynulliad Cenedlaethol Cymru) fue creada en 1999 por el Parlamento del Reino Unido bajo el Ley de Gobierno de Gales de 1998, que le provee cierto grado de autogobierno, incluyendo poderes para enmendar el Derecho Inglés. Estos poderes fueron ampliados a través del Ley de Gobierno de Gales de 2006 y la Asamblea puede ahora proponer y aprobar sus propias leyes.
- Datos: Q1156248
- Multimedia: England and Wales / Q1156248